# Dagmar Hase
Dagmar Hase (Quedlinburg, Alemania, 22 de diciembre de 1969) es una nadadora alemana retirada especializada en pruebas de estilo libre media y larga distancia, donde consiguió ser campeona olímpica en la prueba de 400 metros en los Juegos Olímpicos de Barcelona 1992 y subcampeona olímpica en 1996 en los 400 y 800 metros.

## Carrera deportiva
En los Juegos Olímpicos de Atlanta 1996 ganó la medalla de plata en los 400 metros libres, con un tiempo de 4:08.30 segundos, tras la irlandesa Michelle Smith y por delante de la neerlandesa Kirsten Vlieghuis; y también ganó la plata en los 800 metros, con un tiempo de 8:29.91 segundos, tras la estadounidense Brooke Bennett y por delante de nuevo de la neerlandesa Kirsten Vlieghuis.

## Palmarés internacional
| Juegos Olímpicos                                | Juegos Olímpicos         | Juegos Olímpicos  | Juegos Olímpicos  |
| Año                                             | Lugar                    | Medalla           | Prueba            |
| ----------------------------------------------- | ------------------------ | ----------------- | ----------------- |
| 1992                                            | Barcelona (España)       | Medalla de oro    | 400 m libre       |
| 1992                                            | Barcelona (España)       | Medalla de plata  | 200 m espalda     |
| 1992                                            | Barcelona (España)       | Medalla de plata  | 4 × 100 m estilos |
| 1996                                            | Atlanta (Estados Unidos) | Medalla de plata  | 400 m libres      |
| 1996                                            | Atlanta (Estados Unidos) | Medalla de plata  | 800 m libres      |
| 1996                                            | Atlanta (Estados Unidos) | Medalla de plata  | 4 × 200 m libres  |
| 1996                                            | Atlanta (Estados Unidos) | Medalla de bronce | 200 m libres      |
| Campeonato Mundial de Natación                  |                          |                   |                   |
| Año                                             | Lugar                    | Medalla           | Prueba            |
| 1991                                            | Perth (Australia)        | Medalla de oro    | 4 × 200 m libres  |
| 1991                                            | Perth (Australia)        | Medalla de plata  | 200 m espalda     |
| 1991                                            | Perth (Australia)        | Medalla de bronce | 4 × 100 m estilos |
| 1994                                            | Roma (Italia)            | Medalla de plata  | 4 × 200 m libres  |
| 1998                                            | Perth (Australia)        | Medalla de oro    | 4 × 200 m libres  |
| 1998                                            | Perth (Australia)        | Medalla de plata  | 200 m espalda     |
| 1998                                            | Perth (Australia)        | Medalla de bronce | 400 m libres      |
| Campeonato Mundial de Natación en Piscina Corta |                          |                   |                   |
| Año                                             | Lugar                    | Medalla           | Prueba            |
| 1995                                            | Río de Janeiro (Brasil)  | Medalla de plata  | 4 × 200 m libres  |
| 1995                                            | Río de Janeiro (Brasil)  | Medalla de plata  | 200 m espalda     |
| Campeonato Europeo de Natación                  |                          |                   |                   |
| Año                                             | Lugar                    | Medalla           | Prueba            |
| 1989                                            | Bonn (Alemania)          | Medalla de oro    | 200 m espalda     |
| 1991                                            | Atenas (Grecia)          | Medalla de plata  | 4 × 200 m libres  |
| 1991                                            | Atenas (Grecia)          | Medalla de plata  | 4 × 100 m libres  |
| 1991                                            | Atenas (Grecia)          | Medalla de plata  | 4 × 100 m estilos |
| 1991                                            | Atenas (Grecia)          | Medalla de bronce | 200 m espalda     |
| 1991                                            | Atenas (Grecia)          | Medalla de bronce | 100 m espalda     |
| 1993                                            | Sheffield (Reino Unido)  | Medalla de oro    | 4 × 200 m libres  |
| 1993                                            | Sheffield (Reino Unido)  | Medalla de oro    | 400 m libres      |
| 1995                                            | Viena (Austria)          | Medalla de oro    | 4 × 200 m libres  |
| 1995                                            | Viena (Austria)          | Medalla de plata  | 200 m espalda     |
| 1997                                            | Sevilla (España)         | Medalla de oro    | 4 × 200 m libres  |
| 1997                                            | Sevilla (España)         | Medalla de oro    | 400 m libres      |